# Matej Miljatovič
Matej Miljatovič (* 23. Juni 1979 in Ptuj) ist ein ehemaliger slowenischer Fußballspieler.
Miljatovič startete als vielversprechender Abwehrspieler in die slowenische Profikarriere. Er spielte in der U21 des Landes und gehörte zum Kader des Serienmeisters NK Maribor unter anderem im Jahr des größten Vereinserfolgs 2000, als man sich für die Champions League qualifizierte. Trotzdem konnte er sich dort in jungen Jahren nicht etablieren, so dass er danach den Verein wechselte.
Zwei Jahre spielte er in Prevalje in den unteren Tabellenregionen. Im dritten Jahr wurden dem Verein erst sieben Punkte abgezogen, als Zahlungen der Spielergehälter ausgeblieben waren, und nachdem der Verein zum zweiten Mal bei einem Ligaspiel nicht angetreten war, wurde Relax Korotan Prevalje während der Saison 2002/03 aus der Liga ausgeschlossen. Miljatovič wechselte unmittelbar danach zu Esotech Šmartno. Nach der Saison 2003/04 ging auch diesem Verein das Geld aus und Šmartno zog sich aus der ersten Liga zurück. 
Der nachgerückte NK Drava Ptuj übernahm den Abwehrspieler und bis Dezember 2005 spielte Matej Miljatovič weiter in der ersten slowenischen Liga, bevor er mit 26 Jahren die Chance zum Wechsel ins Ausland wahrnahm und in der Winterpause 2005/06 in den Kader des deutschen Zweitligisten Kickers Offenbach aufgenommen wurde. Dort konnte er schnell Fuß fassen und kam bereits in der Rückrunde zu 11 Einsätzen. In der Saison 2006/07 war er Stammspieler in der Innenverteidigung der Hessen, verließ den Verein dennoch zum Ende der Saison, um zu Zalaegerszegi TE zu wechseln. Dort war er als Stammkraft insgesamt vier Jahre in der Nemzeti Bajnokság aktiv. In der Saison 2009/10 qualifizierte er sich mit seiner Mannschaft als unterlegener Pokalfinalist für die Europa League.
Im Sommer 2011 wechselte Miljatovič zum TSV Hartberg in die zweite österreichische Liga. In der Spielzeit 2011/12 erreichte er mit seiner Mannschaft in der Relegation den Klassenerhalt, die Saison 2012/13 endete ebenfalls mit dem Klassenverbleib. Im Sommer 2013 verließ er den Verein zum SC Ritzing, der seinerzeit in der Regionalliga Ost spielte. Die Spielzeit 2014/15 konnte er mit seiner Mannschaft auf dem ersten Platz abschließen, der Klub erhielt jedoch keine Lizenz.
Von Sommer 2016 bis Sommer 2019 spielte Miljatovič für den TUS St. Peter am Ottersbach, mit dem er es von der achtklassigen 1. Klasse Süd B bis in die siebentklassige Gebietsliga Süd brachte. Danach kehrte er in seiner Heimat zurück.
Miljatovič spielte für die slowenischen U-18-, U-20- und U-21-Nationalmannschaften.